# Ибрахим, Харун
Харун Мохаммед Адемнур Ибрахим (швед. Harun Mohammed Ademnur Ibrahim; род. 26 февраля 2003, Гётеборг, Швеция) — шведский футболист, полузащитник норвежского «Молде», выступающий на правах аренды за «Сириус».

## Клубная карьера
Футболом начал заниматься в клубе «Ангеред МБИК», в котором прошёл путь от детской команды до основного состава, за который в 2019 году провёл 19 матчей в пятом дивизионе и забил два мяча. Перед сезоном 2020 перешёл в другой местный клуб — «Ангеред». В его составе сыграл несколько матчей в третьем дивизионе. В матче второго раунда кубка Швеции с «Хеккеном» произвёл впечатление на представителей соперника, после чего  был приглашен на просмотр, по результатам которого был близок к переходу в «Хеккен». Также на игрока претендовали «Гётеборг», «Эргрюте» и ГАИС. С последними в итоге 6 ноября того же года Ибрахим подписал трёхлетний контракт. Первую игру за новый клуб провёл 10 мая 2021 года в Суперэттане против «Вернаму», появившись на поле в конце второго тайма. В общей сложности провёл за «чёрно-зелёных» 36 игр, в которых забил пять мячей.
В феврале 2023 года перебрался в норвежский «Молде». В норвежском клубе несколько раз попадал в заявку на матчи чемпионата, кубка, а также отборочные игры Лиги чемпионов, но на поле не появлялся. В связи с этим в августе вернулся в Швецию, где на правах аренды до конца сезона присоединился к «Сириусу». 2 сентября в игре с «Хальмстадом» дебютировал в чемпионате Швеции, заменив на 87-й минуте Ташрика Мэттьюса.

## Клубная статистика
| Выступление      | Выступление      | Выступление      | Лига | Лига | Кубки | Кубки | Конт. кубки | Конт. кубки | Разное | Разное | Итого | Итого |
| Клуб             | Лига             | Сезон            | Игры | Голы | Игры  | Голы  | Игры        | Голы        | Игры   | Голы   | Игры  | Голы  |
| ---------------- | ---------------- | ---------------- | ---- | ---- | ----- | ----- | ----------- | ----------- | ------ | ------ | ----- | ----- |
| Ангеред МБИК     | Дивизион 5       | 2019             | 14   | 2    | 0     | 0     | 0           | 0           | 0      | 0      | 14    | 2     |
| Ангеред МБИК     | Итого            | Итого            | 14   | 2    | 0     | 0     | 0           | 0           | 0      | 0      | 14    | 2     |
| Ангеред          | Дивизион 3       | 2020             | 9    | 0    | 2     | 0     | 0           | 0           | 0      | 0      | 11    | 0     |
| Ангеред          | Итого            | Итого            | 9    | 0    | 2     | 0     | 0           | 0           | 0      | 0      | 11    | 0     |
| ГАИС             | Суперэттан       | 2021             | 6    | 0    | 0     | 0     | 0           | 0           | 1      | 0      | 7     | 0     |
| ГАИС             | Дивизион 1       | 2022             | 29   | 5    | 1     | 0     | 0           | 0           | 0      | 0      | 30    | 5     |
| ГАИС             | Итого            | Итого            | 35   | 5    | 1     | 0     | 0           | 0           | 0      | 0      | 36    | 5     |
| Молде            | Элитсерия        | 2023             | 0    | 0    | 0     | 0     | 0           | 0           | 0      | 0      | 0     | 0     |
| Молде            | Итого            | Итого            | 0    | 0    | 0     | 0     | 0           | 0           | 0      | 0      | 0     | 0     |
| → Сириус         | Алльсвенскан     | 2023             | 2    | 0    | 0     | 0     | 0           | 0           | 0      | 0      | 2     | 0     |
| → Сириус         | Итого            | Итого            | 2    | 0    | 0     | 0     | 0           | 0           | 0      | 0      | 2     | 0     |
| Всего за карьеру | Всего за карьеру | Всего за карьеру | 60   | 7    | 3     | 0     | 0           | 0           | 1      | 0      | 64    | 7     |